# Kalush (groupe)
Kalush (parfois stylisé en capitales) est un groupe de rap ukrainien formé en 2019. Il se compose du rappeur Oleh Psiouk, fondateur du groupe, du musicien Ihor Didentchouk et du DJ MC Kylymmen (de son vrai nom Vlad Kourotchka). Le groupe représente l'Ukraine et remporte le Concours Eurovision de la chanson 2022, avec la chanson Stefania.

## Histoire
Le groupe Kalush est fondé en 2019 par Oleh Psiouk, qui le nomme ainsi en référence à sa ville natale, Kalouch, qui se trouve dans l'oblast d'Ivano-Frankivsk. Le 17 octobre 2019, le premier clip du groupe, sur leur chanson Ne marynouï (en ukrainien : Не маринуй), est publié sur leur chaîne YouTube. Après la sortie de leur deuxième clip, sur la chanson Ty honych (en ukrainien : Ти гониш), le groupe signe un contrat avec la maison de disques américaine Def Jam Recordings. Ils sortent par la suite deux albums en 2021: Hotin et Io-io (en ukrainien : Йо-йо).

### Kalush Orchestra

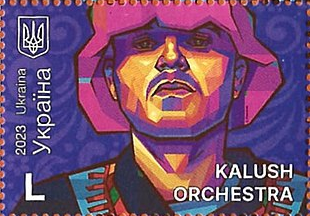
Un timbre ukrainien en 2023 pour Kalouch.

En 2021, le groupe annonce la lancée d'un projet parallèle, nommé Kalush Orchestra. Ce projet se focalise sur la musique rap avec des éléments folk, tirés de la musique traditionnelle ukrainienne. Les membres d'origine de Kalush sont alors rejoints par les musiciens Tymofii Mouzytchouk, Vitalii Doujyk et Djonni Dyvnyy.
Le 12 février 2022, Kalush Orchestra participe à l'édition 2022 de Vidbir, la sélection nationale télévisée ukrainienne pour l'Eurovision, avec leur chanson Stefania. Ils se classent alors deuxièmes sur huit participants, derrière Alina Pash, en recevant 14 points (6 du jury et 8 du public). Mais à la suite du retrait de cette dernière de la compétition, dû à une controverse l'accusant d'avoir voyagé en 2015 en Crimée en passant par la Russie, le groupe se voit proposer de prendre sa place et de représenter leur pays à l'Eurovision,. Cette proposition est acceptée le 22 février 2022. Kalush Orchestra représentera par conséquent l'Ukraine au Concours Eurovision de la chanson 2022, à Turin en Italie, avec leur chanson Stefania.

Kalush Orchestra participe à la première demi-finale du Concours, le mardi 10 mai 2022, et se qualifie pour la finale. Le groupe remporte la finale avec un total de 631 points.

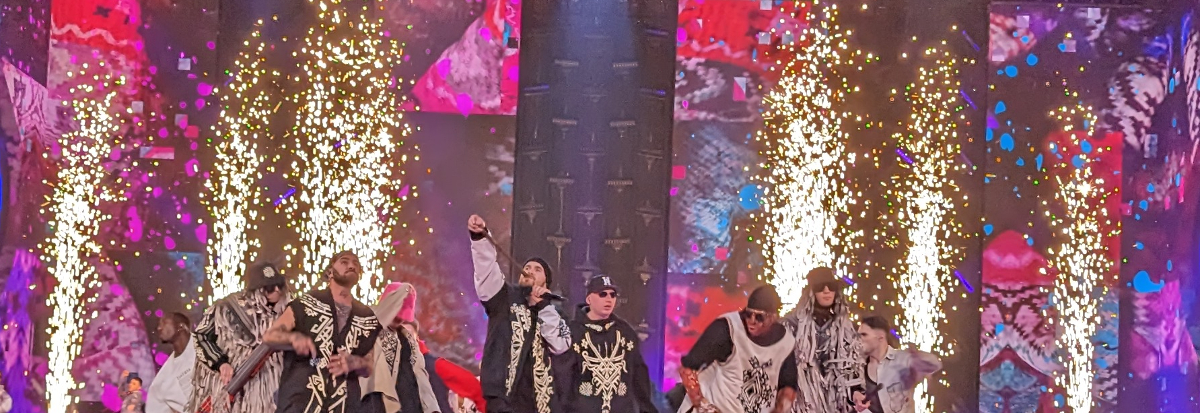
Kalush Orchestra ouvrant la 67e édition de l'eurovision
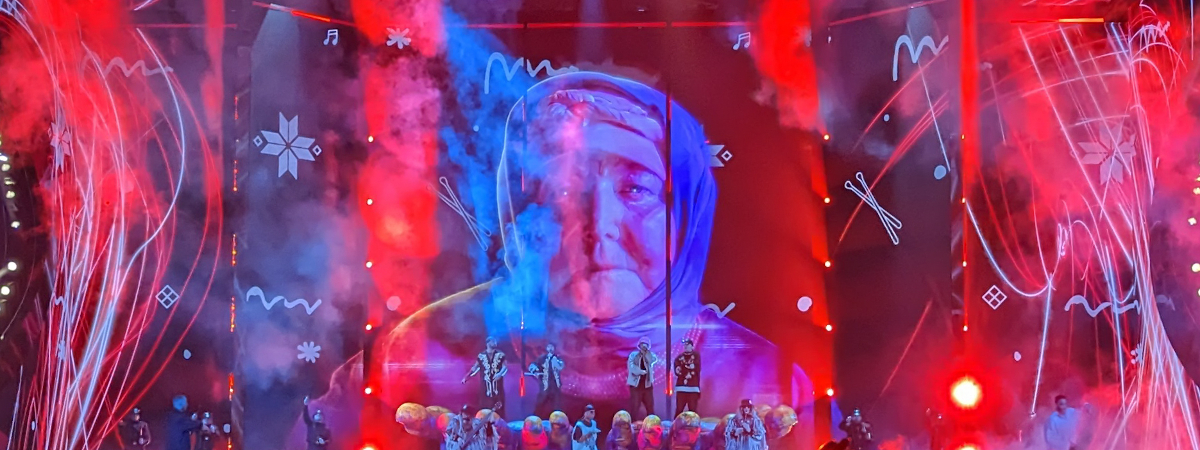
Cérémonie d'ouverture de l'Eurovision 2023

Le groupe a vendu son trophée aux enchères au profit de l'armée ukrainienne fin mai 2022, pour la somme de 837 000 euros, qui seront reversés à la Fondation Prytula en faveur des forces armées ukrainiennes.

## Discographie

### Albums
- 2021 : Hotin
- 2021 : Йо-йо